# 北上 (电视剧)
《北上》（英語：Northward) 是一部由中央電視台及愛奇藝出品，姚曉峰導演執導，白鹿、歐豪、李宛妲、翟子路、高至𩃀領銜主演。此劇改編自徐則臣的小說 《北上》，2025年3月3日在中國中央電視台綜合頻道（CCTV-1）播出，並同步在愛奇藝全網獨播。